# Ваикра (недельная глава)

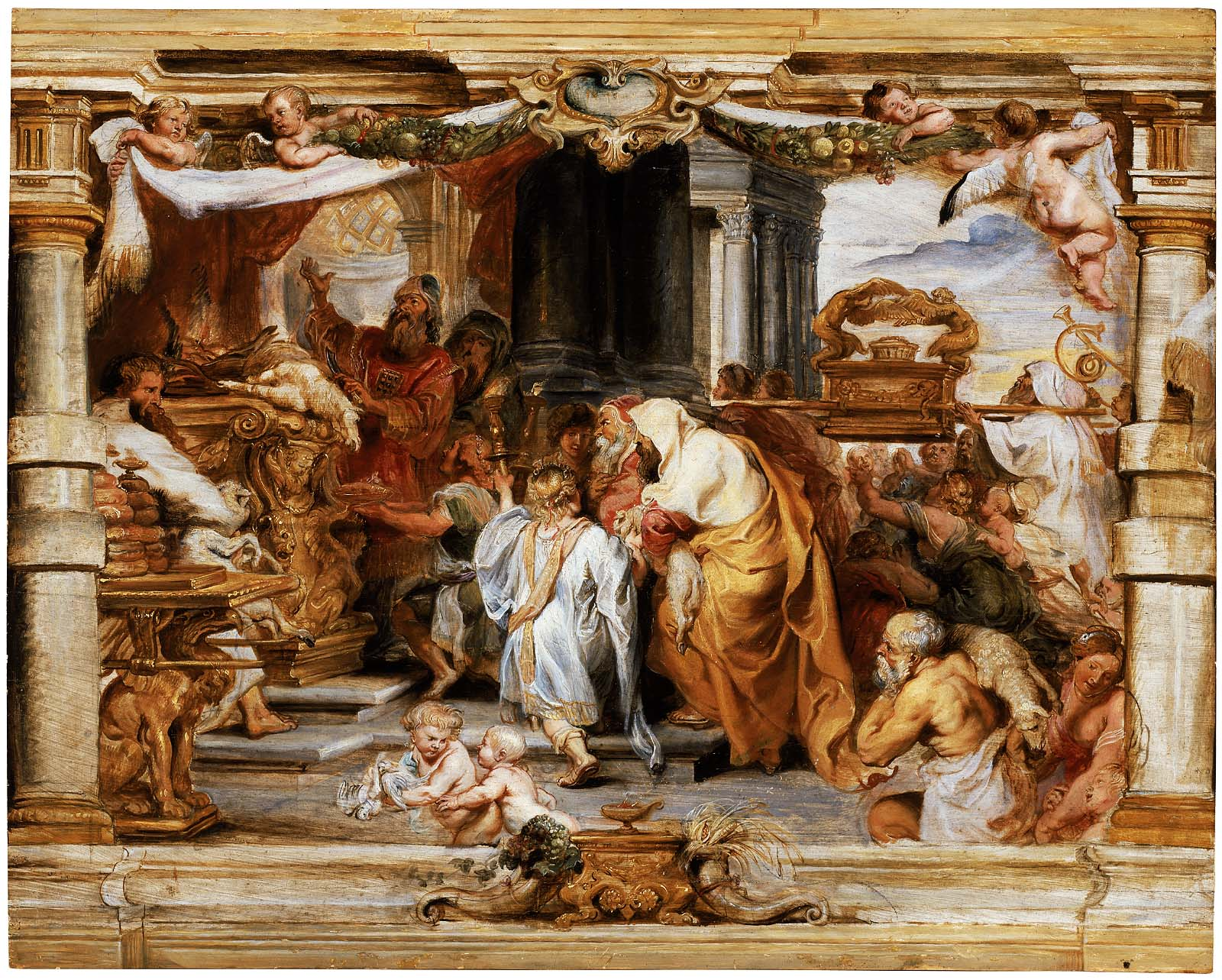
Ветхозаветное жертвоприношение (П/ Рубенс)

Глава «Ваикра» (ивр. ויקרא‎ — «И воззвал…») — одна из 54 недельных глав. Открывает третью книгу «Ваикра». Своё название, как и все главы, она получила по первым значимым словам текста (с ивр. — «Ваикра эль Моше» — «И воззвал [Господь] к Моше»). В состав главы входят стихи с 1:1 по 5:25.
Чтение недельной главы приходится либо на шаббат перед Пуримом, либо на начало месяца Нисан.
Согласно мидрашу, когда ребёнок достигает возраста, в котором он уже может изучать священное писание, он начинает обучение именно с этой главы.

## Содержание главы
Книга посвящена главным образом порядку жертвоприношений и храмовой службе: oла, минха, шламим, хатат и ашам.

## Гафтара
- Книга Исаии — гл. 43 ст. 21 — гл. 44 ст. 23
- В годы, когда глава попадает на субботу начала нисана, читают 66:1-24
- В шабат перед Пуримом читают хафтару главы Зкор